# Cirio H. Santiago
Cirio Hermoso Santiago (* 18. Januar 1936 in Manila; † 26. September 2008 in Makati City, Metro Manila) war ein philippinischer Filmregisseur, Filmproduzent und Drehbuchautor.

## Biografie
Im Jahr 1960 wurde Santiago zu einem der „Zehn Herausragendsten Nachwuchskünstler“ (Ten Outstanding Young Men, TOYM) der Philippinen gewählt. Danach begann er eine Karriere als Regisseur und Produzent in der philippinischen Filmindustrie.
Zu den bekannteren seiner +ber 100 Filme gehören Fly Me (1973) und T.N.T. Jackson (1975). In den 1980er Jahren war er Produzent oder Regisseur von Low-Budget-Filmen über den Vietnamkrieg und arbeitete dabei mit den US-amerikanischen Produzenten Roger Corman sowie den Regisseuren Jonathan Demme, Joe Dante und Carl Franklin zusammen. 1993 folgte der Film Firehawk. Gleichwohl wurden viele dieser B-Movies Kultfilme, die auch von bekannten US-Regisseuren wie Quentin Tarantino geachtet wurden und der sich bei einem Aufenthalt auf den Philippinen 2007 auch mit Santiago und dem Regisseur Eddie Romero traf. Dabei erklärte Tarantino, dass einige der Charaktere in seinem Film Kill Bill – Volume 1 auf solchen aus Santiagos frühen Filmen basierten.
Cirio H. Santiago, der auch unter dem Namen „Leonard Hermes“ Filme drehte, war Vorsitzender der Filmproduktionsgesellschaft Premiere Productions sowie 1995 Präsident der Filmentwicklungsstiftung (Philippine Film Development Fund).
Zum Zeitpunkt seines Todes war er mit den Dreharbeiten zum Film Road Raiders beschäftigt, der von der US-Gesellschaft 147 Productions produziert wurde und der als Fortsetzung des Science-Fiction-Films Stryker gedacht war. Außerdem war Santiago Vorsitzender der Seen-Entwicklungsgesellschaft von Laguna (Laguna Lake Development Authority).
Nach seinem Tode wurde ihm posthum im Oktober 2008 der Preis für das Lebenswerk (Lifetime Achievement Award) der Philippinischen Filmakademie (Film Academy of the Philippines) verliehen.

## Filmografie (Auswahl)
- 1955: Paltik
- 1957: Pusakal
- 1966: Pistolero
- 1966: Wanted: Johnny L
- 1967: Operation Impossible
- 1973: Fly me
- 1973: Savage!
- 1975: Cover Girl Models
- 1975: T.N.T. Jackson
- 1976: The Muthers – Piraten jagen Sklavenhändler (The Muthers)
- 1976: Die Todesengel (Ebony Ivory and Jade)
- 1978: Ein Mann wird zum Killer (Feath Force)
- 1978: Treibjagd auf Liebeshexen (Hell Hole)
- 1978: Vampire Hookers
- 1981: Gnadenlose Hetzjagd (Firecracker)
- 1983: Camp der verlorenen Frauen (Caged Fury)
- 1983: Stryker
- 1984: Final Mission
- 1985: Mad End (Naked Vengeance)
- 1985: Die Solo-Kampfmaschine (Wheels of Fire)
- 1986: Equalizer 2000 (Defender 2000)
- 1986: Force Commando (The Devastator)
- 1986: Silk
- 1987: Fast Gun
- 1987: Jungle Force (Eye of the Eagle)
- 1987: Killer Instinct (Search and Destroy)
- 1987: Die Todesinsel (Demon of Paradise)
- 1988: The Sisterhood
- 1988: Platoon – Ohne Rückkehr (The Expendables)
- 1989: Blutiges Lang Mei (Last Stand at Lang Mei)
- 1989: Hells Angels in Vietnam (Nam Angels)
- 1989: Silk 2 – Hart wie Seide, sanft wie Stahl (Silk 2)
- 1991: Dune Warriors – Blut für Wasser (Dune Warriors)
- 1991: Field of Fire
- 1992: Rescue Man (Raiders of the Sun)
- 1993: Angelfist
- 1993: Firehawk
- 1994: American Samurai 2 (Live by the Fist)
- 1994: Kick & Fury
- 1994: Stranglehold
- 2004: When Eagles Strike